# Pacte d'acier
Le Pacte d'acier (en allemand : Stahlpakt ; en italien : Patto d'Acciaio), à l'origine connu en tant que Pacte d'amitié et d'alliance entre l'Allemagne et l'Italie, est un pacte germano-italien signé le 22 mai 1939 à Berlin par les ministres des Affaires étrangères allemand et italien, Joachim von Ribbentrop et Galeazzo Ciano. Le pacte militaire offensif scelle officiellement l'union des forces de l'Axe.
Le 1er septembre suivant, l'Allemagne attaque la Pologne et déclenche la Seconde Guerre mondiale, mais Mussolini, pressé par ses conseillers (dont Ciano) conscients de l'impréparation militaire de l'Italie, obtient de Hitler que l'Italie puisse se soustraire aux obligations découlant du pacte et opte pour la « non-belligérance ». Le 27 septembre 1940, un pacte tripartite est signé par l'Allemagne, l'Italie et le Japon, qui forment l'Axe Rome-Berlin-Tokyo.
Le Pacte d'acier est dans les faits abrogé après la fin de l'Italie fasciste en 1943.

## Contexte
Bien que l'Allemagne et l'Italie se soient affrontées lors de la Première Guerre mondiale, les deux pays se sont rapprochés après que la Grande Dépression eut favorisé le développement du nazisme en Allemagne. En effet, nazisme et fascisme partagent des principes similaires, et Hitler et Mussolini se sont plusieurs fois rencontrés pendant les années 30, le rapprochement, d'abord difficile, étant favorisé par la prise de sanctions économiques envers l'Italie par les puissances occidentales à l'occasion de la guerre d'Ethiopie.
Le 23 octobre 1936, l'Allemagne et l'Italie se rapprochent en signant un protocole secret (en) ayant pour but de coordonner leurs politiques étrangères, notamment au niveau de la guerre d'Espagne, de la Société des Nations et de la crise d'Abyssinie.

### Non-implication du Japon
En 1931, l'armée japonaise envahit la Mandchourie, provoquant une crise diplomatique avec l'Union soviétique. Afin de parer à la menace soviétique, le Japon signe avec l'Allemagne le pacte anti-Komintern en 1936. Cependant, alors que le Japon souhaite instaurer avec l'Allemagne et l'Italie une forte alliance anti-soviétique, l'Allemagne préfère instaurer une alliance anti-occidentale, notamment à ne pas avoir à combattre sur deux fronts en cas de guerre. Pour cette raison, le Japon décide de ne pas signer le Pacte d'acier, et ne rejoindra les forces de l'Axe qu'après la victoire sur la France, avec la signature du Pacte tripartite en 1940.

## Contenu du traité
Le traité oblige l'Allemagne et l'Italie à coopérer militairement et économiquement en cas de guerre, et à encourager la production d'armes des deux pays. Le Pacte d'acier interdisait également aux deux parties de signer une paix séparée.
L'accord était basé sur le fait qu'aucune guerre n'allait éclater dans les trois ans après la signature du traité: alors, lorsque l'Allemagne envahit la Pologne le 1er septembre 1939, l'Italie n'est pas préparée pour la guerre et ne peut pas se soumettre aux exigences du pacte. Ainsi, l'Italie ne rejoint la Seconde Guerre mondiale qu'en juin 1940.

### Protocoles secrets
Les protocoles secrets du Pacte d'acier sont répartis en deux sections, qui n'ont pas été rendues publiques lors de la signature du traité.
La première section oblige les deux parties à accélérer leur coopération économique et militaire, tandis que la seconde les oblige à coopérer en termes de « presse, d'actualités et de propagande » afin d'améliorer l'image de l'axe Rome-Berlin. Les deux pays doivent pour cela nommer « un ou plusieurs spécialistes » dans la capitale de l'un et de l'autre, afin d'améliorer les relations entre les deux ministères des Affaires étrangères.

## Dissolution
L'article VII du traité indiquait que celui-ci était censé entrer en vigueur pour dix ans, mais il ne le fut que pendant quatre ans. En juillet 1943, les Alliés envahissent la Sicile. En conséquence, Mussolini est destitué par le roi, après le vote par 19 membres du Grand Conseil du fascisme de l'Ordre du jour Grandi. Le nouveau gouvernement de Pietro Badoglio signe l'armistice avec les Alliés en septembre 1943, mettant de fait fin à l'implication de l'Italie dans le Pacte.
Bien que la République sociale italienne soit établie avec Mussolini à sa tête, celle-ci n'est en fait qu'un État fantoche de l'Allemagne : l'Italie ne participe donc au Pacte que de nom.